# Aonori

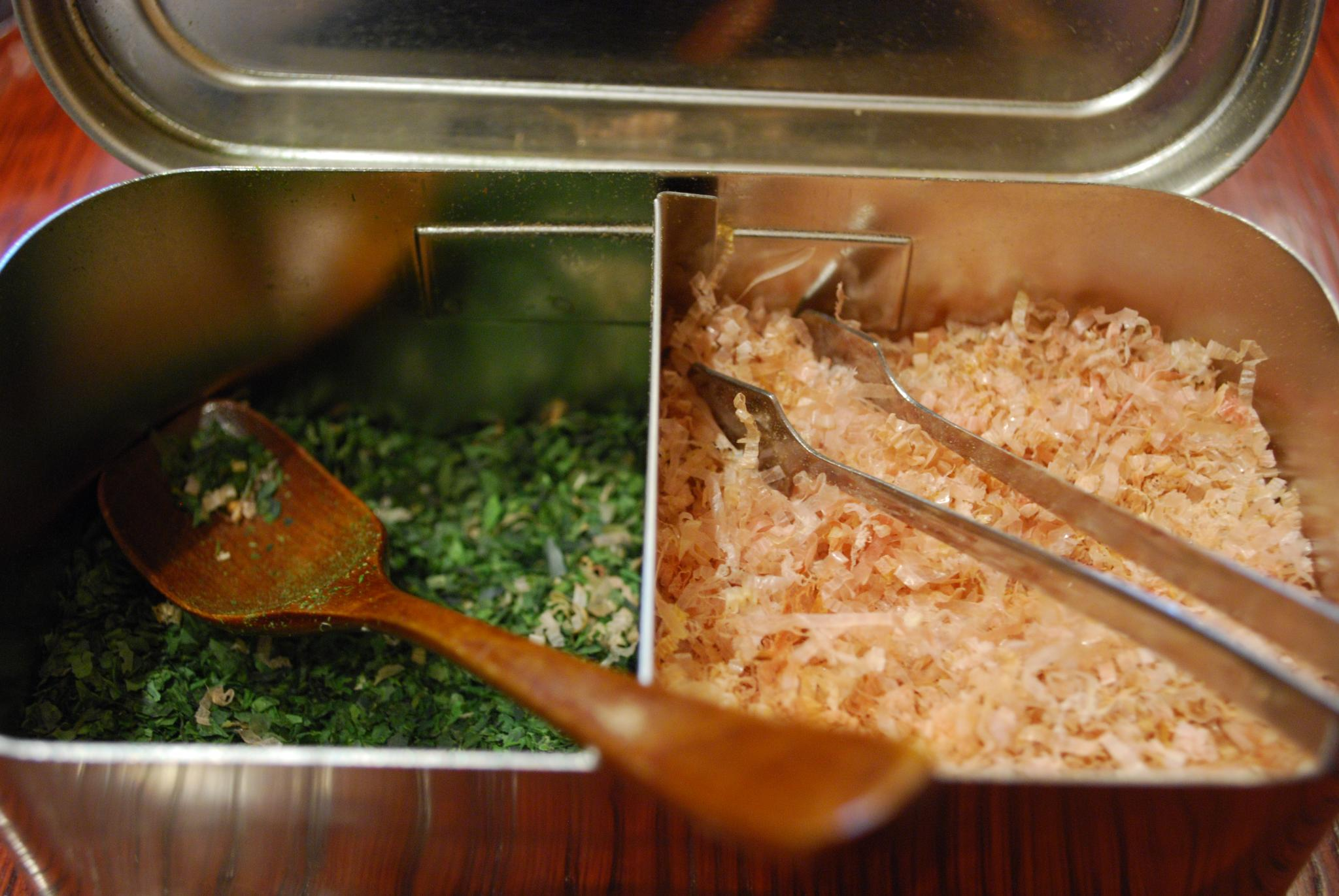
Aonori (links) und Bonitoflocken

Aonori oder Ao-nori (jap. 青海苔, dt. „blauer/grüner Nori/Seetang“) ist die japanische Bezeichnung für grünen Seetang (also Grünalgen) der Gattungen  Monostroma (japanisch hitoegusa) und Ulva (ehemals Enteromorpha) aus der Familie Ulvaceae.

## Anbau und Verarbeitung
Die Algen werden neben dem Ernten von Wildbeständen im Meer in einigen Buchten in Japan beispielsweise in der Ise-Bucht auch angebaut. Der kommerzielle Anbau beschränkt sich auf die Arten Monostroma latissimum und Ulva prolifera. Nach der Ernte werden die Algen in der Sonne getrocknet und anschließend verkauft. Die jährliche Produktion von getrocknetem Aonori schwankte in den Jahren 1980 bis 1984 zwischen 824 und 1235 Tonnen.

## Nährwert
Aonori enthält Mineralien wie Kalzium, Magnesium und Lithium sowie Vitamine und Aminosäuren wie Methionin. Die verschiedenen Arten enthalten 20 bis 26 % Proteine und 15 bis 23 % Mineralien.

## Verwendete Arten
- Aonori, Suji-Aonori (Ulva prolifera O. F. Müller), jap. 筋青海苔, スジアオノリ suji·ao·nori
- Bō-Aonori oder Gemeiner Darmtang (Ulva intestinalis L.), jap. ボウアオノリ bō·ao·nori
- Aosa oder Blaualge (Ulva pertusa Kjellm.), jap. 石蓴, アオサ aosa
- Monostroma nitidum
- Monostroma latissimum

Im Handel erhältliches Aonori besteht zu 90 % aus Monostroma latissimum. Einige Arten der Gattung Ulva wie Ulva prolifera, Ulva intestinalis und  Ulva pertusa werden wegen der begrenzten Verfügbarkeit der ursprünglich verwendeten Arten besonders bei pulverförmigem Aonori zugesetzt.

## Gebrauch

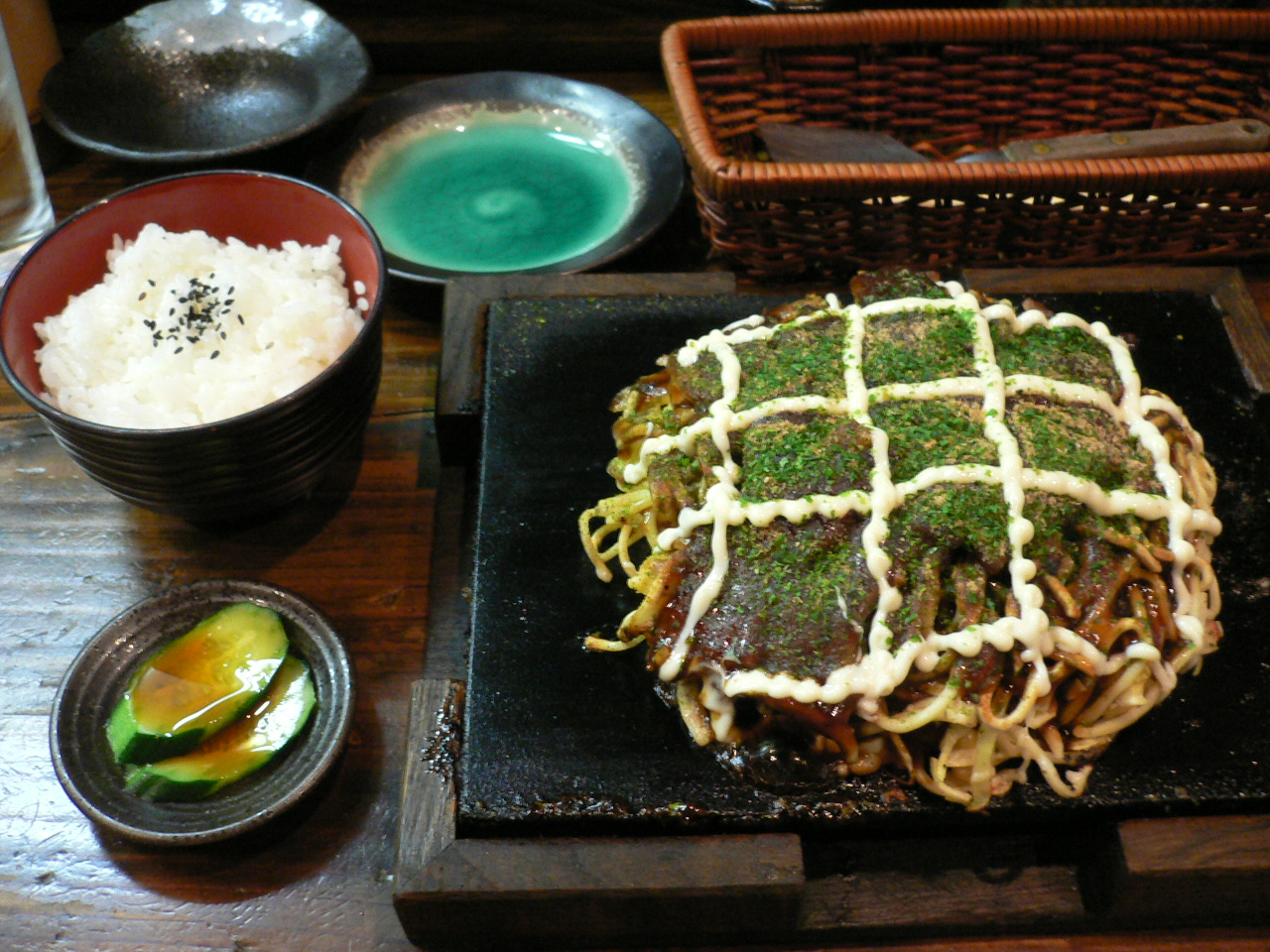
Aonori als Streuwürze auf Okonomiyaki

Ursprünglich wurde Aonori für japanische Suppen, Tempura sowie zur Herstellung von getrocknetem Nori und Tsukudani verwendet; insbesondere Monostroma wird auch durch Kochen in Sojasauce weiterverarbeitet. In Form von kleinen Flocken wird Aonori auf gekochten Reis gestreut. Sashimi wird mit kleinen Mengen Aonori garniert.
Aonori wird üblicherweise als würzender Bestandteil einiger japanischer Gerichte verwendet:
- Nudelgerichte (Yakisoba und Yakiudon)
- Okonomiyaki
- Takoyaki (Tintenfischbällchen)
- Tempura (isobe-age)
- Isobe-Mochi
- Shichimi
- Misoshiru